# Alesa priolas
Alesa priolas är en fjärilsart som beskrevs av Jean Baptiste Godart 1824. Alesa priolas ingår i släktet Alesa och familjen Riodinidae. Inga underarter finns listade i Catalogue of Life.